# Maria ten Hemelopneming (Veendam)
De Maria ten Hemelopnemingskerk is een katholieke kerk in Veendam in de provincie Groningen. De kerk werd in de negentiende eeuw gebouwd als zogenaamde Waterstaatkerk. In de jaren twintig van de twintigste eeuw werd het gebouw uitgebreid met een neogotisch koor.